# Google Reader
Google Reader byla webová čtečka (agregátor) RSS/Atom zdrojů americké firmy Google, která byla zveřejněna 7. října 2005 v Google Labs, roku 2007 jí byl odejmut status Beta verze a 13. března 2013 bylo oznámeno ukončení jejího provozu k 1. červenci 2013. Uživatelé si cenili její jednoduchý design a zároveň jednoduchost použití. Pro syndikaci obsahu podporovala obvyklé formáty Atom a RSS. V průběhu provozu byla přidávána podpora různých zařízení, např. mobilních telefonů, do roku 2010 fungovala také funkce čtení bez připojení k Internetu.

## Vlastnosti

### Vzhled
Velké změny vzhledu Google Readeru byly provedeny 28. září 2006. V interview Roberta Scobla Nick Baum, produktový manažer, uvedl, že nový vzhled je posun k vytvoření čtečky pro širokou veřejnost. Kevin Fox, designér upraveného Google Readeru, poznamenal, že původní verze byla optimální pro ty, kteří chtějí souvislý tok novinek. Nová verze umožňovala čtenářům zdroje třídit, dávat do skupin a složek, přidávat tagy nebo si zdroje označit „musím přečíst“.
Zde je několik vlastností, které Google Reader obsahoval:
- Hlavní strana, na které jsou nové položky rychle ke zhlédnutí
- Propracovaný způsob přidávání zdrojů bez znalosti adresy RSS nebo Atom zdroje
- Import a export odběrů jako OPML soubor
- Klávesové zkratky pro mnoho funkcí
- Výběr mezi zobrazením položek jako „Seznam“ nebo „Rozbaleno“
- Automatické označování položek jako přečtené při rolování (pouze v zobrazení „Rozbaleno“)
- Prohledávání všech zdrojů napříč všemi příspěvky odběrů[5]
- Easter egg, který povoluje speciální Ninja! skin, který se aktivuje po zadání Konami Code[6]
- Syndikace obsahu webů, které nemají syndikační formáty (od roku 2010)[7]

### Organizace
Uživatelé se mohli přihlásit k odběru zdrojů buď vyhledávací funkcí Google Readeru nebo vložením přesné adresy RSS nebo Atom zdroje. Nové příspěvky z těchto zdrojů pak byly zobrazovány na levé straně stránky. Poté byly příspěvky řazeny podle data nebo významnosti. Položky mohly být také organizovány pomocí štítků a nebo mohly být označeny jako Sdílené položky.

### Sdílení
Položky v Google Readeru mohly být sdíleny s dalšími uživateli internetu. Nejprve bylo možné přímo zaslat příspěvek přes e-mail nebo vytvořit jednoduchou stránku, která obsahovala všechny sdílené položky z uživatelova účtu. V prosinci 2007 změnil Google politiku sdílení a tak byly všechny položky označené uživatelem jako sdílené automaticky viditelné pro jejich Google Talk kontakty. Uživatelé tuto změnu kritizovali, protože nebyl způsob jak tuto vlastnost nevyužívat. Adresa uživatelských stránek se sdílenými položkami byla proto doplněna náhodným řetězcem, aby si mohl tyto stránky prohlížet pouze ten, kdo znal přesnou adresu.

### Offline přístup
Google Reader byla první aplikace, která používala Google Gears, rozšíření prohlížeče, které umožňuje offline přístup k online aplikacím. Uživatelům, kteří mají toto rozšíření nainstalované, se stáhlo 2000 nejnovějších položek ke čtení offline. Po znovupřipojení se k internetu se zdroje aktualizovaly. Podpora této funkce byla ukončena v roce 2010.

### Mobilní přístup
Mobilní rozhraní bylo spuštěno 18. května 2006. Aplikaci bylo možné používat na zařízeních podporujících XHTML nebo WAP 2.0. V květnu 2008 ohlásil Google verzi Google Readeru směřovanou pro uživatele iPhone.

### iGoogle
Zobrazovat zdroje z Google Readeru na iGoogle bylo možné od 4. května 2006.

### Integrace ve Firefox
Google Reader byl zařazen v rozpoznávání zdrojů Mozilla Firefox (od verze 2.0), který proto automaticky přesměrovával uživatele na obrazovku Googlu Readeru „Přidat odběr“.

### Wii verze
Google vytvořil verzi Google Readeru výhradně formátovanou pro webový prohlížeč Wii 8. května 2008.

## Konkurence
Hlavní konkurencí Google Readeru byl NewsGator Online, Rojo.com a Bloglines.

## Ukončení provozu
Google umožnil uživatelům exportovat své zdroje s pomocí Google Takeout. Velká část uživatelů se přesunula ke službě Feedly, dva týdny po oznámení ukončení jich bylo více než 3 miliony. Proti ukončení vzniklo několik petic, např. petice na Change.org nasbírala více než 150 000 podpisů.
Vývojář služby Instapaper Marco Arment vyjádřil názor, že za ukončení provozu je snaha přimět uživatele ke čtení a sdílení s pomocí Google+, což naznačuje konec éry podpory neomezených a interoperabilních webových formátů podobných RSS velkými firmami jako jsou Google, Facebook a Twitter.